# Patricia Elliott
Patricia Elliott (Gunnison, 21 luglio 1938 – New York, 20 dicembre 2015) è stata un'attrice e cantante statunitense.
È nota soprattutto per aver interpretato la contessa Charlotte Malcolm nel musical di Stephen Sondheim del 1973 A Little Night Music e per questa performance vinse il Theatre World Award ed il Tony Award alla miglior attrice non protagonista in un musical, oltre ad essere stata candidata anche al Drama Desk Award.

## Filmografia parziale

### Cinema
- Il fango verde (The Green Slime), regia di Kinji Fukasaku (1968)
- Chi ha ucciso suo marito? (Somebody Killed Her Husband), regia di Lamont Johnson (1978)
- Richie Rich e il desiderio di Natale (Richie Rich's Christmas Wish), regia di John Murlowski (1998)

### Televisione
- The Adams Chronicles – miniserie TV, 2 puntate (1976)
- Una vita da vivere (One Life to Live) – soap opera, 81 puntate (1988-2011)